# Spergularia arbuscula
Spergularia arbuscula là loài thực vật có hoa thuộc họ Cẩm chướng. Loài này được (Gay) I.M.Johnst. miêu tả khoa học đầu tiên năm 1929.